# Argyrtes aztecus
Argyrtes aztecus är en insektsart som först beskrevs av Henri Saussure och Francois Jules Pictet de la Rive 1897.  Argyrtes aztecus ingår i släktet Argyrtes och familjen grottvårtbitare. Inga underarter finns listade i Catalogue of Life.